# European Law Institute
Das Europäische Rechtsinstitut (ELI) ist eine unabhängige gemeinnützige Organisation, die gegründet wurde, um Forschung zu initiieren, durchzuführen und zu erleichtern, Empfehlungen auszusprechen und praktische Hilfestellung auf dem Gebiet der europäischen Rechtsentwicklung zu leisten, mit dem Ziel die europäische Rechtsintegration zu fördern. Die Idee des ELI wurde durch die Aktivitäten des 1923 gegründeten American Law Institute (ALI) mit Sitz in Philadelphia, Pennsylvania, inspiriert. Das ELI hat institutionelle, von denen manche stimmberechtigt sind, und individuelle Mitglieder. Zu den Mitgliedern des ELI gehören Rechtsprofessoren, Rechtsanwälte, Richter und andere Fachleute aus der Rechtsbranche.
Pascal Pichonnaz, Professor für Schweizer Vertragsrecht, Römisches Recht sowie Europäisches Verbraucherrecht und Vertragsrechtsvergleichung an der Rechtswissenschaftlichen Fakultät der Universität Freiburg, wurde im Februar 2021 zum Präsidenten des ELI gewählt und trat sein Amt im September 2021 an. Er folgt auf Christiane Wendehorst, Professorin für Zivilrecht an der Universität Wien, die das Amt des ELI-Präsidenten von 2017 bis 2021 für zwei aufeinanderfolgende Amtszeiten innehatte.

## Geschichte und Gründung des Instituts
In Europa wurde die Idee, ein Europäisches Rechtsinstitut zu gründen, seit mehr als einem Jahrzehnt diskutiert. Daraufhin wurden zwei wichtige Initiativen dafür gestartet: Im Oktober 2008 kam eine Gruppe von Wissenschaftlern aus den führenden europäischen Rechtsschulen und Forschungsinstituten in Brüssel zusammen, um das Projekt zu erörtern. Folgetreffen fanden in Prag, Amsterdam, Stockholm und Frankfurt statt. Im März 2010 wurde die Vereinigung für ein Europäisches Rechtsinstitut (ELIA) gegründet, die eine europaweite Debatte anstoßen und koordinieren sollte. Im Jahr 2011 hatte die ELIA rund 250 Mitglieder.
Eine unabhängige Initiative zur Gründung eines Europäischen Rechtsinstituts wurde vom Robert-Schuman-Zentrum für Höhere Studien des Europäischen Hochschulinstituts (EUI) in Florenz unternommen. Vier Kollegen des EUI veranstalteten im April 2010 eine Konferenz, zu der zahlreiche führende Persönlichkeiten aus europäischen Institutionen und Netzwerken eingeladen wurden, um die Idee eines europäischen Rechtsinstituts zu diskutieren.
Da sich die ELIA- und EUI-Initiativen stark überschnitten, wurden sie als möglicherweise konkurrierend angesehen. Dies führte zu Überlegungen, ob die beiden Initiativen zusammengeführt werden könnten und ob gemeinsame Leitlinien für die Gründung eines Europäischen Rechtsinstituts entwickelt werden könnten. Ein entsprechendes Treffen fand am 22. und 23. Juni 2010 in den Räumen des Hamburger Max-Planck-Instituts statt. Im Anschluss an das Hamburger Treffen wurde von den Initiativen ELIA und EUI sowie weiteren Netzwerken und Interessenverbänden eine gemeinsame Projektgruppe gebildet. Ein erstes Treffen dieser gemeinsamen Projektgruppe und Beobachter der Europäischen Kommission fand am 23. und 24. November 2010 in Wien in den Räumlichkeiten des österreichischen Obersten Gerichtshofs statt.
Das daraus resultierende Wiener Memorandum lieferte einen Fahrplan für die Errichtung des Europäischen Rechtsinstituts.
Nach einer Vereinbarung zwischen 52 Gründungsmitgliedern, die am 16. April 2011 in Athen getroffen wurde, wurde das ELI durch einen königlichen Erlass vom 1. Juni 2011 als internationale Vereinigung ohne Erwerbszweck (AISBL/IVZW/IVoG) nach belgischem Recht anerkannt und am selben Tag in Paris der Öffentlichkeit vorgestellt.
Am 31. Mai 2011 wurde der ehemalige Generalanwalt am Gerichtshof der Europäischen Union, Francis Jacobs, zum ersten Präsidenten des ELI gewählt.

## Struktur
Das höchste Gremium des Instituts ist die Mitgliedschaft, die aus dem Kreis der Mitglieder das wichtigste Leitungsorgan wählt: den Rat. Der Rat setzt sich aus 56 gewählten Persönlichkeiten zusammen, die verschiedene Rechtstraditionen, Berufe und Disziplinen vertreten, sowie aus bis zu zehn nicht gewählten Mitgliedern, die von ausgewählten Institutionen kommen. Viele prominente Persönlichkeiten aus der europäischen Rechtswelt gehören dem Rat an, darunter der Lord Chief Justice von England und Wales John Thomas, Baron Thomas of Cwmgiedd. Der Rat wählt seinerseits aus seinen Mitgliedern einen Exekutivausschuss, das Verwaltungsorgan der Vereinigung. Er delegiert viele seiner Aufgaben und Befugnisse an seine ständigen Ausschüsse, die sich mit Angelegenheiten wie Mitgliedschaft und Mittelbeschaffung befassen. Darüber hinaus gibt es einen Senat der beratend tätig ist und aus seiner Mitte ein Schiedsgerichternennt, das für die Beilegung von Streitigkeiten innerhalb der Organisation zuständig ist. Der Sprecher des ELI-Senats ist Reinhard Zimmermann. Das ELI Sekretariat, das bei der Universität Wien angesiedelt ist, hat die Aufgabe, die zuständigen Organe des Instituts zu unterstützen. Es wird von der Generalsekretärin Vanessa Wilcox geleitet.

## Mitgliedschaft
Das Europäische Rechtsinstitut hat rund 1.700 individuelle und 130 institutionelle Mitglieder die alle Rechtsgebiete und Rechtsberufe vertreten. Die Mitgliedschaft unterliegt der Genehmigung durch den ELI-Rat und muss von mindestens zwei bestehenden ELI-Fellows unterstützt werden, die als Schiedsrichter fungieren, oder kann in Ausnahmefällen auf Einladung des ELI-Rats erfolgen.
Das Institut hat zwei Kategorien von Mitgliedern: Fellows, die entweder Einzelpersonen oder Institutionen sein können; oder Observers, die ebenfalls entweder Einzelpersonen oder Institutionen sein können.
Die individuellen Fellows müssen natürliche Personen sein und sich durch ihre berufliche, fachliche oder wissenschaftliche Tätigkeit aktiv an der europäischen Rechtsentwicklung beteiligen. Sie müssen sich verpflichten, auf der Grundlage ihrer persönlichen und beruflichen Überzeugung und ohne Rücksicht auf die Interessen bestimmter Interessengruppen das Wort zu ergreifen, abzustimmen und an den im Rahmen der Vereinigung durchgeführten Aktivitäten teilzunehmen.
Bei den individuellen Observern muss es sich um natürliche Personen handeln, die ein aktives Interesse an der europäischen Rechtsentwicklung haben.
Institutionelle Fellows und Observer müssen juristische Personen sein, die Organisationen, Institutionen oder Netzwerke vertreten und aktiv an der europäischen Rechtsentwicklung beteiligt sind. Es steht einer Institution frei, sich für eine Mitgliedschaft als Fellow (mit Stimmrecht) oder als Observer (ohne Stimmrecht) zu bewerben.

## Die Arbeit von ELI
Zu den Kernaufgaben von ELI gehören:
- Die Bewertung und Förderung der Entwicklung des EU-Rechts, der Rechtspolitik und Rechtspraxis sowie die Unterbreitung von Vorschlägen zur Weiterentwicklung des Rechts und zur Verbesserung der Umsetzung des EU-Rechts in den Mitgliedstaaten;
- Die Ermittlung und Analyse rechtlicher Entwicklungen in Bereichen, die in die Zuständigkeit der Mitgliedstaaten fallen und auf EU-Ebene von Bedeutung sind;
- Die Untersuchung der EU-Ansätze im Bereich des internationalen Rechts und die Stärkung der Rolle des EU-Rechts weltweit, z. B. durch die Ausarbeitung internationaler Instrumente oder Modellvorschriften;
- Die Durchführung und Erleichterung europaweiter Forschungsarbeiten, insbesondere zur Ausarbeitung, Bewertung oder Verbesserung von Grundsätzen und Vorschriften, die den europäischen Rechtssystemen gemeinsam sind; und
- Ein Forum für die Diskussion und Zusammenarbeit von Juristen und Juristinnen zu bieten, die ein aktives Interesse an der europäischen Rechtsentwicklung haben und ein breites Spektrum an Rechtstraditionen vertreten, unabhängig von ihrem Beruf oder ihrer sonstigen Tätigkeit.

Um seine Aufgaben zu erfüllen, arbeitet das ELI auf eigene Initiative. Es kann jedoch auch von Institutionen konsultiert werden, die auf europäischer, internationaler oder nationaler Ebene an der Entwicklung des Rechts beteiligt sind.

## Hubs und Special Interest Groups (SIGs)
Die ELI-Hubs und SIGs dienen als zweiseitiger Kommunikationskanal zwischen dem ELI und seinen Mitgliedern. Sie wurden für die Mitglieder eingerichtet, um Diskussionen zu erleichtern, rechtliche Entwicklungen zu erörtern und zu verfolgen, sowie Projektvorschläge anzuregen. Während es sich bei den Hubs um länderspezifische Gruppen handelt, die es den ELI-Mitgliedern ermöglichen, sich näher an ihrem Wohnort zu treffen und in ihrer Muttersprache zu kommunizieren, sind die SIGs themenspezifisch. ELI hat derzeit 14 Hubs und 11 Special Interest Groups (SIGs).

## Projekte
Projekte, die unter der Schirmherrschaft des ELI durchgeführt werden, müssen zum Wohle der europäischen Bürger sein, indem sie das Recht verbessern oder seine Anwendung erleichtern; sie müssen auf Ergebnisse abzielen, die potenziell unmittelbare, praktische Auswirkungen haben; sie müssen in Zusammenarbeit zwischen Juristen aus der Wissenschaft und aus der Rechtspraxis durchgeführt werden; und sie müssen eine gesamteuropäische Perspektive einnehmen und die Errungenschaften der verschiedenen Rechtskulturen berücksichtigen.
Die ELI-Projekte lassen sich in vier große Kategorien einteilen:
- Entwurf von Gesetzesvorschlägen;
- Mustergesetze, Mustervorschriften, Strategien, Grundsatzerklärungen;
- Checklisten und andere praktische Anleitungen; und
- Positionspapiere.

ELI ist auch an anderen kurzzeitigen Initiativen beteiligt. Die Ergebnisse des ELI stehen auf der Website des Instituts im Bereich Veröffentlichungen zum kostenlosen Download bereit.